# Андрієвка (Сарактаський район)
Андрі́євка (рос. Андреевка) — село у складі Сарактаського району Оренбурзької області, Росія.

## Населення
Населення — 238 осіб (2010; 283 у 2002).
Національний склад (станом на 2002 рік):
- росіяни — 91 %